# IC 2120
IC 2120 је ознака објекта на координатама са ректансцензијом 5h 19m 10,3s и деклинацијом + 38° 11" 6'. Открио га је Гијом Бигурдан, 8. децембра 1890. Каснијим посматрањима на том положају није уочен никакав астрономски објекат.